# 15ns Premis Tony
La 15a Edició Anual dels Premis Tony va tenir lloc el 16 d'abril de 1961 al Waldorf-Astoria Grand Ballroom de Nova York. La cerimònia va ser emesa per la cadena local de televisió WCBS-TV (Channel 2) per la ciutat de Nova York. El Mestre de Cerimònies va ser Phil Silvers.

## La cerimònia
Presentadors
Anna Maria Alberghetti, Anne Bancroft, Ray Bolger, Carol Channing, Henry Fonda, Joan Fontaine, Robert Goulet, Helen Hayes, Celeste Holm, Fredric March, Mary Martin, Helen Menken, Patricia Neal, Paul Newman, Geraldine Page, Sidney Poitier, Robert Preston, Jason Robards, Gig Young.
L'actuació va ser a càrrec d'Eleanor Steber.
La música va ser de Meyer Davis and his Orchestra.

## Guanyadors i nominats
Els guanyadors estan indicats en negreta.
Els guanyadors estan indicats en negreta.
| Millor obra | Millor musical |
| --- | --- |
| - Becket – Jean Anouilh - All the Way Home – Tad Mosel - The Devil's Advocate – Dore Schary - The Hostage – Brendan Behan                                                                                                  | - Bye Bye Birdie - Do Re Mi - Irma La Douce |
| Millor actor protagonista en una obra | Millor actriu protagonista en una obra |
| - Zero Mostel – Rhinocéros com John - Hume Cronyn – Big Fish, Little Fish com Jimmie Luton - Sam Levene – The Devil's Advocate com Dr. Aldo Meyer - Anthony Quinn – Becket com Henry II                                    | - Joan Plowright – A Taste of Honey com Josephine - Tallulah Bankhead – Midgie Purvis com Midgie Purvis - Barbara Baxley – Period of Adjustment com Isabel Haverstick - Barbara Bel Geddes – Mary, Mary com Mary McKellaway          |
| Millor actor protagonista de musical | Millor actriu protagonista de musical |
| - Richard Burton – Camelot com Arthur - Phil Silvers – Do Re Mi com Hubert Cram - Maurice Evans – Tenderloin com Reverend Brock                                                                                            | - Elizabeth Seal – Irma La Douce com Irma La Douce - Julie Andrews – Camelot com Queen Guenevere - Carol Channing – Show Girl com Diversos personatges - Nancy Walker – Do Re Mi com Kay Cram                                        |
| Millor actor de repartiment en una obra | Millor actriu de repartiment en una obra |
| - Martin Gabel – Big Fish, Little Fish com Basil Smythe - Philip Bosco – Rape of the Belt com Heracles - Eduardo Ciannelli – The Devil's Advocate com Aurelio - George Grizzard – Big Fish, Little Fish com Ronnie Johnson | - Colleen Dewhurst – All the Way Home com Mary Follet - Eileen Heckart – Invitation to a March com Deedee Grogan - Tresa Hughes – The Devil's Advocate com Nina Sanduzzi - Rosemary Murphy – Period of Adjustment com Dorothea Bates |
| Millor actor de repartiment de musical | Millor actriu de repartiment de musical |
| - Dick Van Dyke – Bye Bye Birdie com Albert Peterson - Clive Revill – Irma La Douce com Bob-Le-Hotu - Dick Gautier – Bye Bye Birdie com Conrad Birdie - Ron Husmann – Tenderloin com Tommy                                 | - Tammy Grimes – The Unsinkable Molly Brown com Molly Tobin - Nancy Dussault – Do Re Mi com Tilda Mullen - Chita Rivera – Bye Bye Birdie com Rosie Alvarez                                                                           |
| Millor direcció d'obra | Millor direcció de musical |
| - John Gielgud – Big Fish, Little Fish - Joseph Anthony – Rhinoceros - Joan Littlewood – The Hostage - Arthur Penn – All the Way Home                                                                                      | - Gower Champion – Bye Bye Birdie - Peter Brook – Irma La Douce - Garson Kanin – Do Re Mi |
| Millor coreografia | Millor director musical |
| - Gower Champion – Bye Bye Birdie - Onna White – Irma La Douce | - Franz Allers – Camelot - Pembrode Davenport – 13 Daughters - Stanley Lebowsky – Irma La Douce - Elliot Lawrence – Bye Bye Birdie                                                                                                   |
| Millor escenografia | Millor escenografia a un musical |
| - Oliver Smith – Becket - Roger Furse – Duel of Angels - David Hays – All the Way Home - Jo Mielziner – The Devil's Advocate - Rouben Ter-Arutunian – Advise and Consent                                                   | - Oliver Smith – Camelot - George C. Jenkins – 13 Daughters - Robert Randolph – Bye Bye Birdie |
| Millor vestuari | Millor vestuari a un musical |
| - Motley – Becket - Theoni V. Aldredge – The Devil's Advocate - Raymond Sovey – All the Way Home | - Adrian i Tony Duquette – Camelot - Rolf Gerard – Irma La Douce - Cecil Beaton – Tenderloin |
| Millor tècnic d'escenari | |
| - Teddy Van Bemmel – Becket | |

## Premis Tony especials
- David Merrick, en reconeixement de les diverses produccions en els darrers 7 anys
- Theatre Guild, per organitzar el primer repertori destinat al Departament d'Estat.

### Multiplez nominacions i premis
Aquestes produccions van tenir diverses nominacions:
- 8 nominacions: Bye Bye Birdie
- 7 nominacions: Irma La Douce
- 6 nominacions: The Devil's Advocate
- 5 nominacions: All the Way Home, Becket, Camelot i Do Re Mi
- 4 nominacions: Big Fish, Little Fish
- 3 nominacions: Tenderloin
- 2 nominacions: The Hostage, Period of Adjustment, Rhinocéros i 13 Daughters

Aquestes produccions van rebre diversos guardons:
- 4 guardons: Becket, Bye Bye Birdie i Camelot
- 2 guardons: Big Fish, Little Fish